# Sarah Baker
Sarah Baker is een Amerikaanse actrice. Ze speelt vooral komische rollen, onder meer in de film The Campaign en in de televisieseries Louie en The Kominsky Method. 

## Biografie
Baker werd in Washington DC in een bakkersfamilie geboren. Ze liep school aan de 'Robert E. Lee High School' en de 'Franklin Middle School'. Daarna studeerde Baker Engels en Theater aan de 'James Madison University'. Ze verhuisde naar Atlanta in Georgia, waar ze les gaf in improvisatie, en vervolgens naar Los Angeles waar ze in 'The Groundlings' aan improvisatie deed.

## Carrière
Baker brak door als actrice in de film The Campaign. Voor haar rol als Vanessa in Louie werd ze in 2014 tijdens de vierde Critics' Choice Television Award voor beste gastrol in een komische serie genomineerd. Baker was hoofdrolspeelster in The Kominsky Method. De serie won in 2019 de Golden Globe voor beste komische serie.

## Filmografie

### Film
| Jaar | Titel                  | Rol                    | Opmerkingen             |
| ---- | ---------------------- | ---------------------- | ----------------------- |
| 2002 | Sweet Home Alabama     | Dix                    |                         |
| 2011 | Bridesmaids            | skatende verpleegster  | verwijderde scene       |
| 2011 | Home for Actresses     | Arabella               | 'Funny or Die' kortfilm |
| 2012 | The Campaign           | Mitzi Huggins          |                         |
| 2014 | The Good Lie           | Pamela                 |                         |
| 2014 | Tammy                  | Becky                  |                         |
| 2015 | Rock the Kasbah        | Maureen                |                         |
| 2016 | The Meddler            | Elaine                 |                         |
| 2016 | Brother Nature         | Shannon                |                         |
| 2016 | Mascots                | Mindy Murray           |                         |
| 2017 | The Last Word          | Zoe                    |                         |
| 2017 | Speech & Debate        | Ms. Riggi              |                         |
| 2018 | Life of the Party      | Gildred                |                         |
| 2018 | A Simple Favor         | Maryanne Chelkowsky    |                         |
| 2018 | Smallfoot              | Soozie's moeder (stem) |                         |
| 2019 | The Death of Dick Long | politieagente Dudley   |                         |
| 2020 | Superintelligence      | Emily                  |                         |
| 2021 | Thunder Force          | B. Krut                |                         |
| 2023 | Paint                  | Lady in the Window     |                         |

### Television
| Jaar      | Titel                              | Rol                                       | Opmerkingen                                                                      |
| --------- | ---------------------------------- | ----------------------------------------- | -------------------------------------------------------------------------------- |
| 2005      | The Lance Krall Show               | verscheidene                              | hoofdrol                                                                         |
| 2008      | Kath & Kim                         | Marjorie                                  | aflevering: Sacrifice                                                            |
| 2008–2009 | Free Radio                         | Emo Sarah                                 | hoofdrol                                                                         |
| 2009      | In the Motherhood                  | Doris                                     | 2 afleveringen                                                                   |
| 2010      | The Office                         | Josie                                     | aflevering: The Delivery                                                         |
| 2010      | Good Luck Charlie                  | Carla                                     | aflevering: Charlie Is 1                                                         |
| 2011      | In Gayle We Trust                  | Smith                                     | 10 webisodes                                                                     |
| 2011      | Bones                              | Kim                                       | aflevering: The Truth in the Myth                                                |
| 2012–2018 | Modern Family                      | Twins' moeder Shirl Chambers              | 3 afleveringen                                                                   |
| 2012–2013 | Go On                              | Sonia                                     | wederkerend afleveringen 1–13; hoofdrol vanaf aflevering 14                      |
| 2013      | Sean Saves the World               | Tippy                                     | aflevering: Best Friends for Never                                               |
| 2014      | The Crazy Ones                     | Jean                                      | aflevering: Love Sucks                                                           |
| 2014      | Louie                              | Vanessa                                   | aflevering: So Did the Fat Lady                                                  |
| 2014      | Last Week Tonight with John Oliver | Allison                                   | aflevering: State Legislatures and ALEC                                          |
| 2014–2023 | Bob's Burgers                      | Rena, Ms. Selbo, Bethany, en Jacob (stem) | 10 afleveringen                                                                  |
| 2015      | A to Z                             | Jennifer                                  | aflevering: J Is for Jan Vaughan                                                 |
| 2015      | Mike & Molly                       | Stacey                                    | aflevering: The Last Temptation of Mike                                          |
| 2015      | Other Space                        | Alien                                     | 3 afleveringen                                                                   |
| 2015      | Key & Peele                        | Barista                                   | aflevering: MC Mom                                                               |
| 2015      | Married                            | Mindy                                     | aflevering: Mother's Day                                                         |
| 2015      | Fresh Off the Boat                 | Gator Carol                               | aflevering: Family Business Trip                                                 |
| 2015      | Your Pretty Face Is Going to Hell  | Wendy                                     | aflevering: Heaven                                                               |
| 2015      | Mike Tyson Mysteries               | Molly Gibson (stem)                       | aflevering: A Plaintive Wail                                                     |
| 2015–2016 | TripTank                           | verscheidene stemmen                      | 3 afleveringen                                                                   |
| 2016      | Workaholics                        | Sara                                      | aflevering: Death of a Salesdude                                                 |
| 2016      | Idiotsitter                        | Virginia                                  | 2 afleveringen                                                                   |
| 2016      | Grace and Frankie                  | Gretchen                                  | aflevering: The Anchor                                                           |
| 2016      | Goliath                            | Lily Suzanne Daniels                      | 2 afleveringen                                                                   |
| 2016      | Better Things                      | Trinity                                   | aflevering: Duke's Chorus                                                        |
| 2016      | Comedy Bang! Bang!                 | Al's moeder                               | aflevering: Allison Janney Wears a Chambray Western Shirt and Suede Fringe Boots |
| 2017      | Sofia het prinsesje                | vrouw in portret (stem)                   | aflevering: Hexley Hall                                                          |
| 2017      | Big Little Lies                    | Thea Cunningham                           | 6 afleveringen                                                                   |
| 2017      | Foursome                           | Principal Slacks                          | aflevering: The Big Finish                                                       |
| 2017      | Dr. Ken                            | Kylie                                     | aflevering: Ken's Professor                                                      |
| 2017      | Great News                         | Joyce Vickley                             | afleveringen: Bear Attack, War Is Hell en Sensitivity Training                   |
| 2017–2018 | Brooklyn Nine-Nine                 | Kylie                                     | afleveringen: Chasing Amy en Bachelor/ette Party                                 |
| 2017      | Ghosted                            | Deb                                       | aflevering: Pilot                                                                |
| 2017      | Philip K. Dick's Electric Dreams   | Maggie Noyce                              | aflevering: Kill All Others                                                      |
| 2017      | Graves                             | Becky Keegan                              | afleveringen: Something Left to Love en All the King's Horses                    |
| 2017–2024 | Young Sheldon                      | Ms. Sheryl Hutchins                       | wederkerend; 14 afleveringen                                                     |
| 2018      | Santa Clarita Diet                 | Ruby Sanders                              | aflevering: Suspicious Objects                                                   |
| 2018      | New Girl                           | Judith                                    | aflevering: Mario                                                                |
| 2018      | I Feel Bad                         | Anna Mae                                  | aflevering: I Need My Mom                                                        |
| 2018–2021 | The Kominsky Method                | Mindy Kominsky                            | hoofdrol                                                                         |
| 2019–2020 | Harvey Girls Forever!              | Irona (stem)                              | 8 afleveringen                                                                   |
| 2019      | Life in Pieces                     | Eve                                       | aflevering: Four Short Fairy Tales                                               |
| 2020      | The Conners                        | Helen                                     | aflevering: Mud Turtles, A Good Steak and One Man in a Tub                       |
| 2020      | Will & Grace                       | Cathy                                     | aflevering: New Crib                                                             |
| 2021      | Bless the Harts                    | Pastor Joanne (stem)                      | aflevering: Easter's 11                                                          |
| 2021-2024 | The Great North                    | Wine Woman, Edna, Mary (stem)             | 14 afleveringen                                                                  |
| 2022      | The Goldbergs                      | Martha                                    | aflevering: Another Turkey in the Trot                                           |
| 2024      | Night Court                        | Tiff                                      | aflevering: A Crime of Fashion                                                   |
| 2024      | Curb Your Enthusiasm               | Grossbard's Nanny                         | aflevering: The Dream Scheme                                                     |
| 2024      | Georgie & Mandy's First Marriage   | Ms. Hutchins                              | aflevering: Diet Crap                                                            |

## Prijzen
| Jaar | Prijs                               | Categorie                                         | Werk                | Resultaat   |
| ---- | ----------------------------------- | ------------------------------------------------- | ------------------- | ----------- |
| 2014 | 4e Critics' Choice Television Award | beste gastrol in een komedieserie                 | Louie               | Genomineerd |
| 2014 | 11e Gold Derby Awards               | beste komische gastrol                            | Louie               | Genomineerd |
| 2018 | 25e Screen Actors Guild Awards      | uitstekende groepsprestatie in een komische serie | The Kominsky Method | Genomineerd |
| 2019 | 26e Screen Actors Guild Awards      | uitstekende groepsprestatie in een komische serie | The Kominsky Method | Genomineerd |
| 2022 | 28e Screen Actors Guild Awards      | uitstekende groepsprestatie in een komische serie | The Kominsky Method | Genomineerd |